# Konrad Redeker

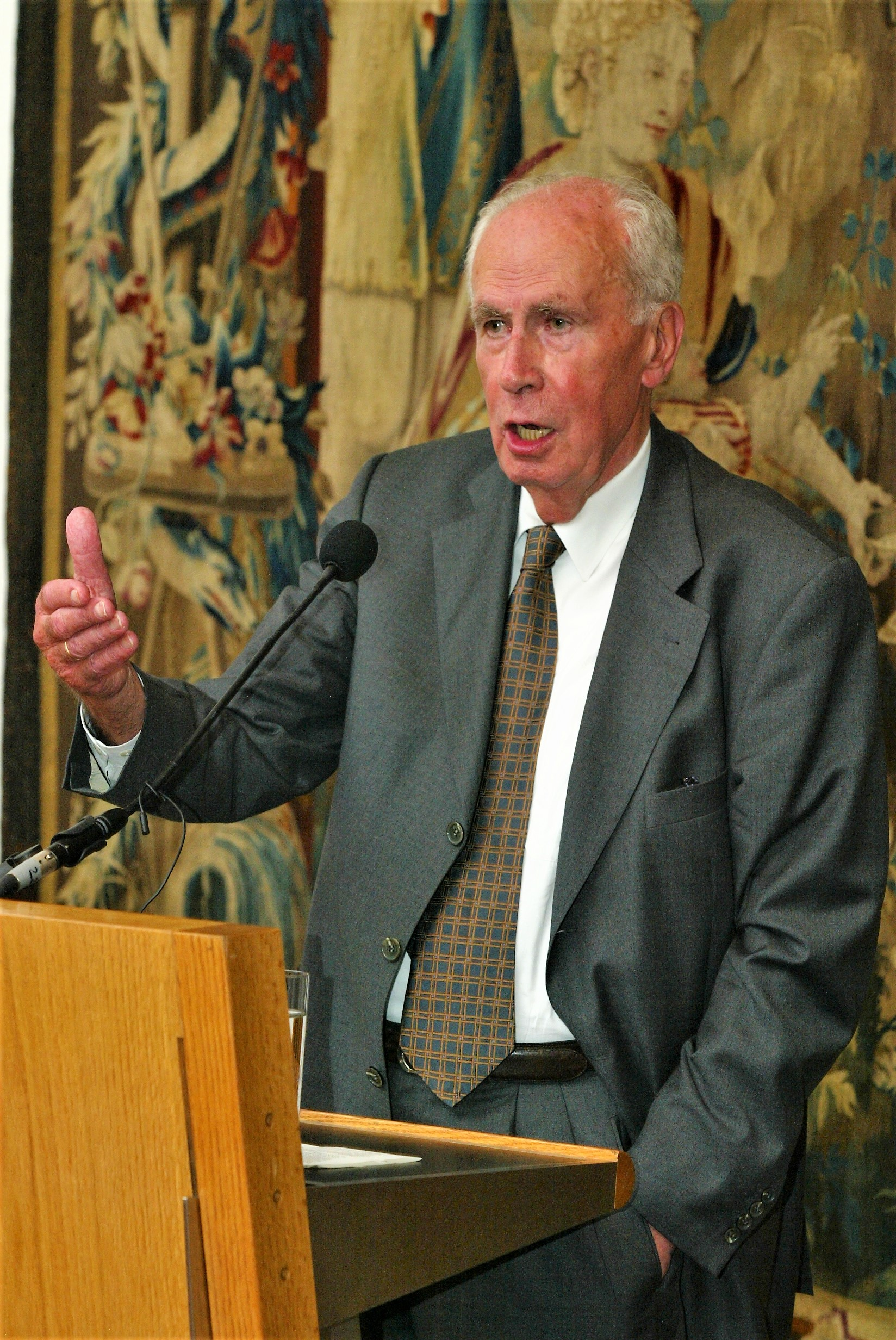
Konrad Redeker im Alter von 80 Jahren

Konrad Redeker (* 21. Juni 1923 in Mülheim an der Ruhr; † 7. Juni 2013 in Bonn) war ein deutscher Jurist, Rechtsanwalt und Honorarprofessor der Rheinischen Friedrich-Wilhelms-Universität Bonn. Er ist Mitbegründer der Anwaltssozietät Redeker Sellner Dahs.

## Leben
Konrad Redeker wurde am 21. Juni 1923 in Mülheim an der Ruhr als zweites Kind des Mediziners Franz Redeker und seiner Ehefrau Vera, geb. von Kraewel, geboren.
Er besuchte in Osnabrück die Grundschule und zog im Jahr 1932 mit seinen Eltern nach Berlin-Zehlendorf, wo er am 26. Februar 1941 das Abitur ablegte.  Redeker spielte mit großer Leidenschaft Orgel und hegte zunächst den Wunsch, Berufsmusiker zu werden. Im Anschluss an sein Abitur wurde er als Infanterie-Soldat zur Wehrmacht eingezogen und im Winter 1941/1942 nach Russland verlegt.  Nach einer Versetzung auf den Balkan erlitt Konrad Redeker eine schwere Verwundung am Bein und geriet im Herbst 1944 in britische Kriegsgefangenschaft.  Im Gefangenenlager in Ägypten nahm er an improvisierten Vorlesungen des Juristen Hans Ulrich Scupin teil, wodurch sein Interesse für die Rechtswissenschaft geweckt wurde.  Ende 1946 kehrte Redeker nach gut zweijähriger Kriegsgefangenschaft nach Deutschland zurück. 1947 nahm er in Hamburg ein Jurastudium auf.
Aufgrund der im Kriegsgefangenenlager erlangten juristischen Vorkenntnisse wurden Redeker zwei Studiensemester angerechnet, sodass er am 2. November 1949 nach nur vier Semestern das erste juristische Staatsexamen ablegte. Redeker verbrachte sein Rechtsreferendariat ab 1950 in Bonn u. a. beim renommierten Strafverteidiger Hans Dahs senior, mit dem er später die gemeinsame Kanzlei gründete.  Am 24. Januar 1951 wurde Redeker an der Universität Hamburg bei Rudolf (von) Laun mit seiner Dissertation „Das Problem der dritten Rechtsquelle – Die Entstehung von Recht ohne Setzung oder Gewohnheit“ zum Doktor der Rechte promoviert.  Nachdem Redeker am 28. August 1953 das zweite juristische Staatsexamen vor dem nordrhein-westfälischen Landesjustizprüfungsamt in Düsseldorf abgelegt hatte, war er vom 1. September 1953 bis 30. Juni 1954 als Anwaltsassessor erneut bei Hans Dahs senior tätig.  Am 1. Juli 1954 wurde er als Rechtsanwalt in Bonn zugelassen und qualifizierte sich im selben Jahr zu einem der ersten Fachanwälte für Verwaltungsrecht.  Zudem gründete er im Jahr 1954 mit Hans Dahs senior eine Anwaltssozietät in Bonn, die heutige Kanzlei Redeker Sellner Dahs, in der er bis zu seinem Tod tätig war.
Konrad Redeker war seit 1951 mit Leonore Redeker, geb. Schröder, verheiratet.  Aus der Ehe gingen fünf Kinder hervor.  Er starb am 7. Juni 2013 in Bonn.

## Schaffen
Konrad Redekers Kerngebiet war das öffentliche Recht. Mit seiner wissenschaftlichen, anwaltlichen und berufspolitischen Tätigkeit beeinflusste er seit den sechziger Jahren wichtige Entwicklungen des Staats- und Verwaltungsrechts der Bundesrepublik Deutschland. Als ein Vorreiter erschloss er dieses Rechtsgebiet der deutschen Anwaltschaft und prägte die von ihm mitgegründete Kanzlei Redeker Sellner Dahs maßgeblich.  Bereits die Gründung der Sozietät erfolgte „mit dem ausgesprochenen Ziel, den Bereich des öffentlichen Rechts systematisch aufzubauen und ihn zu einem eigenen Zweig der Praxis in der Betreuung von Bürgern, aber auch von Behörden zu machen.“
Die Weiterentwicklung des Rechts und des anwaltlichen Berufsstands sowie das Schaffen eines Bewusstseins für die Bedeutung der Rechtswissenschaft in Gesellschaft und Politik waren Redeker zeit seines Lebens ein wichtiges Anliegen. Er gilt als ein Pionier der kritischen Aufarbeitung der Rolle deutscher Juristen während des Nationalsozialismus.  Sein Ziel, die Juristen der Bundesrepublik zum Nachdenken über die Grundlagen des Rechts und das überpositive Recht zu bringen, zog sich durch seine gesamte juristische Arbeit, beginnend mit seiner Dissertation über Aufsätze bis zu seiner Tätigkeit als Präsident und Referent des Deutschen Juristentages.  Redekers Schaffen zeichnet sich dadurch aus, dass er in drei sich beeinflussenden Bereichen tätig war: der anwaltlichen Praxis, der Wissenschaft sowie der Rechts- und Berufspolitik.

### Anwaltliche Praxis
Konrad Redeker trat in einer Vielzahl bedeutender verfassungs- und verwaltungsrechtlicher Gerichtsverfahren in der Bundesrepublik Deutschland als Verfahrensbevollmächtigter auf und galt „als die unangefochtene Nummer eins der im öffentlichen Recht tätigen deutschen Anwälte, der viele Verfahren für unterschiedliche Bundesregierungen, Ministerien und Parteien vor dem Bundesverfassungsgericht geführt hat.“  Als Rechtsanwalt erschloss er das öffentliche Recht im Nachkriegsdeutschland und gehörte zu den ersten Anwälten, die die Bedeutung der Rechtsberatung im Bereich des Staats- und Verwaltungsrechts erkannten.  Damit leistete Redeker einen wesentlichen Beitrag zur praktischen Entfaltung der Garantie des effektiven Rechtsschutzes aus Art. 19 Abs. 4 GG.
Der Schlegelberger-Prozess Anfang der 1960er Jahre war der Auslöser für Redeker, sich mit dem nationalsozialistischen Unrecht in seiner beruflichen Praxis näher zu befassen. In jenem Verfahren vertrat er das Bundesland Schleswig-Holstein gegen den Juristen Franz Schlegelberger, der für seine Zeit als Staatssekretär im Reichsjustizministerium eine hohe Pension erhielt. sich aber 1941 als amtierender Reichsjustizminister maßgeblich für die Straflosigkeit von „Euthanasie“-Aktionen eingesetzt hatte. Redeker beschaffte die für den Widerruf des Pensionsbescheids erforderlichen Nachweise durch eine mehrwöchige Recherche in bislang unbearbeiteten Archivbeständen und wurde dabei auf die bis dahin kaum infrage gestellte Rolle der Juristen im Dritten Reich aufmerksam.
Nachfolgend findet sich eine Auswahl der von Konrad Redeker übernommenen Mandate:
- 1961/1962: Verteidigung von Rudolf Augstein in der „Spiegel-Affäre“.[33][10]
- 1962: Vertretung des Bundeslandes Schleswig-Holstein wegen Widerrufs von Pensionsbescheiden wegen Verbrechen gegen die Menschlichkeit (Verfahren „Schlegelberger“).[40][43][44]
- BVerfGE 50, 290: Vertretung der Bundesregierung zur Verfassungsmäßigkeit der Reform der Mitbestimmung.[10][37]
- BVerfGE 57, 121: Vertretung eines Rechtsanwalts zur Verfassungswidrigkeit der von der Rechtsanwaltskammer nicht erstatteten Erlaubnis, den Titel „Fachanwalt für Verwaltungsrecht“ zu führen.[45][46]
- BVerfGE 57, 361: Vertretung der Bundesregierung zur Verfassungsmäßigkeit der Reform des Ehescheidungsrechts.[10][26][37][47]
- 1980er Jahre: Vertretung der Bundesrepublik Deutschland in der Flick-Parteispendenaffäre.[48][49][6][10][50][51]
- BVerfGE 61, 149: Vertretung der Bundesregierung zur Verfassungsmäßigkeit des Staatshaftungsgesetzes.
- 1983/1984: Vertretung des Generals Günter Kießling wegen des unrechtmäßigen Vorwurfs der Homosexualität (Kießling-Affäre).[52][37][53][54][55][56][57][10][6][26][40]
- BVerfGE 73, 1: Vertretung des Deutschen Bundestags im Organstreit zur staatlichen Förderung parteinaher Stiftungen.[58][59]
- BVerfGE 70, 324: Vertretung des Deutschen Bundestags im Organstreit wegen Nichtberücksichtigung der Partei „Die Grünen“ bei der Parlamentarischen Kontrollkommission.[60]
- BVerfGE 88, 25: Vertretung des WDR zur Verfassungswidrigkeit der gesetzlichen Zuteilung von Rundfunkfrequenzen.
- BGH, Urteil v. 27.1.1994 – III ZR 42/92: Vertretung der Bundesregierung gegen Schadensersatzforderungen wegen des Irak-Embargos.[61][62][63]
- BVerfGE 91, 125: Vertretung der Fernsehsender ARD, ZDF, RTL und SAT1 zur Verfassungswidrigkeit der Untersagung der Fernsehberichterstattung beim Honecker-Prozess.[10][6][26]
- BVerwG Urteil v. 15.10.1997 – 7 C 21/96: Vertretung der jüdischen Gemeinde Adass Jisroel im Streit um die rechtliche Anerkennung und mögliche Restitutionsansprüche.[64][65][66]
- BVerfGE 102, 245: Vertretung des Landtags Rheinland-Pfalz zur Verfassungsmäßigkeit von Abgeordneten-Diäten.
- BVerfGE 103, 1: Vertretung der Beschwerdeführer zur Verfassungswidrigkeit der Singularzulassung von Anwälten.
- BVerfGE 103, 111: Vertretung der Hessischen Landesregierung in einem abstrakten Normenkontrollverfahren zu Wahlprüfungsvorschriften der hessischen Landesverfassung (im Anschluss an die Landtagswahl des Jahres 1999).[67][68][69][70][71][10][6]
- 2003: Vertretung der Bundesrepublik Deutschland im Varvarin-Verfahren um NATO-Luftangriffe gegen eine Kleinstadt in Serbien.[72][73][74][75][76]
- BVerfGE 111, 191: Vertretung des Freistaats Sachsen u. a. zu den Anforderungen des Demokratie- und Rechtsstaatsprinzips an die Übertragung von Rechtssetzungsbefugnissen an die Notarkassen.
- BVerfGE 114, 1: Vertretung der beteiligten Deutscher Herold Versicherungsgruppe zum Genehmigungserfordernis im Versicherungsaufsichtsgesetz für die Übertragung des Bestands von Lebensversicherungsverträgen.
- BVerfGE 114, 339: Vertretung des ehemaligen brandenburgischen Ministerpräsidenten Stolpe gegen die Bezeichnung als Stasi-Mitarbeiter.[77][78][79][80][81]

Konrad Redeker war in den Siebzigerjahren mehrfach als Präsident des Bundesverfassungsgerichts sowie des Bundesverwaltungsgerichts im Gespräch.

### Wissenschaftliche Tätigkeit
Konrad Redeker war die Verbindung von juristischer Praxis und Wissenschaft stets ein besonderes Anliegen. Sein wissenschaftliches Engagement wird an der Fülle seiner Publikationen deutlich. So verfasste Redeker gemeinsam mit Hans-Joachim von Oertzen den ersten Standardkommentar zur Verwaltungsgerichtsordnung (VwGO). Er veröffentlichte eine Vielzahl von Aufsätzen, Fachbeiträgen sowie Urteils- und Buchbesprechungen. Von 1973 bis 2003 war Redeker Mitherausgeber der Neuen Juristischen Wochenschrift (NJW). Seit 1978 war er Honorarprofessor für Öffentliches Recht an der Universität Bonn.
Die Schwerpunkte seiner wissenschaftlichen Arbeit waren eng mit seiner anwaltlichen Tätigkeit verbunden. Sie betrafen die Gewährleistung von Verfahrens- und Beteiligungsrechten angesichts exekutiver Entscheidungsspielräume, die Gewährung effektiven Rechtsschutzes zur Sicherung grundrechtlicher Freiheiten (insbesondere bei Ermessens- und Beurteilungsspielräumen der Exekutive) und die Begrenzung staatlicher Regulierung vor allem in Bezug auf die Berufsausübung (auch im anwaltlichen Berufsrecht). Dabei war es nicht sein Ziel, die behandelten Themen erschöpfend wissenschaftlich zu untersuchen, sondern durch Einbringung von Erfahrungen aus der anwaltlichen Praxis Anstöße zu geben, Lösungsvorschläge zu unterbreiten, die diese Erfahrungen berücksichtigen, oder auch pointiert Stellung zu nehmen. Ein besonderes Anliegen war ihm darüber hinaus die Reflexion der Rolle der Juristen während der nationalsozialistischen Gewaltherrschaft.
Bereits im Rahmen seiner Dissertation mit dem Titel „Das Problem der dritten Rechtsquelle“ befasste sich Redeker mit dieser Thematik.  In seiner Arbeit behandelte er das normative Recht des Faktischen und wandte sich u. a. gegen die Lehren von Carl Schmitt, einem der bedeutendsten juristischen Unterstützer der Nationalsozialisten.  Mit der „normativen Kraft des Faktischen“ wurden staatsrechtliche Handlungen während der Zeit des Dritten Reichs gerechtfertigt, die nicht durch geltende Gesetze oder Gewohnheitsrecht legitimiert werden konnten. Redeker beschäftigte sich mit der Frage, ob es noch eine dritte Quelle positiven Rechts gebe, das sogenannte Faktische. Er kam zu dem Ergebnis, dass neben Setzung und Gewohnheit von positivem Recht noch die Kompetenzanmaßung als dritte Form von Regelsetzung existiert, die unter bestimmten Voraussetzungen zu positivem Recht erhoben werden könne.
Beeinflusst vom Schlegelberger-Prozess, in dessen Rahmen Konrad Redeker die Justiz- und Juristengeschichte des Dritten Reichs aufarbeitete, veröffentlichte er am 11. Juni 1964 einen Aufsatz in der Neuen Juristischen Wochenschrift (NJW) mit dem Titel „Bewältigung der Vergangenheit als Aufgabe der Justiz“, der große Aufmerksamkeit erfuhr und die kritische Aufarbeitung der Rechtslehre des Nationalsozialismus wesentlich beförderte. Infolge dieser Veröffentlichung musste der renommierte Staatsrechtler Theodor Maunz von seinem Amt als bayrischer Kultusminister zurücktreten. Im Zentrum des Beitrags steht die kritische Betrachtung des Führerbefehls, der von nationalsozialistischen Juristen als gesprochenes positives Recht ausgelegt wurde, welches selbst an keine höheren Prinzipien gebunden war und dem sich die bislang geltende Rechtsordnung unterordnen musste.  Redeker hob hervor, dass dadurch ein Widerspruch gegen die Mordbefehle der nationalsozialistischen Staatsführung erschwert worden sei, weil diesen der Anschein der Legalität verliehen worden sei.
Er vertrat die Auffassung, dass die im Dritten Reich erfolgte „Perversion des Rechts“ nicht nur den Entscheidungsträgern anzulasten sei, sondern in besonderer Weise der Justiz und zahlreichen Juristen.  Es habe eine Juristengeneration bereitgestanden, die dem nationalsozialistischen Gedankengut wenig an eigener Sicherheit über rechtliche Grundpositionen entgegenzustellen hatte.  Er betonte, dass es vor diesem Hintergrund von besonderer Bedeutung sei, sich auf die Grundlagen des Rechts zu besinnen und schon in der juristischen Ausbildung ein Verständnis des überpositiven Rechts zu vermitteln.
Redekers Appell an die Juristen, sich ihrer gesellschaftspolitischen Verantwortung zu stellen, spiegelte sich auch in seiner Unterstützung der durch Ernst Friesenhahn initiierten Arbeitsgruppe „Königssteiner Tagung“ wider, die es sich zum Ziel machte, die nationalsozialistischen Gewaltverbrechen aufzuarbeiten. Die Ergebnisse der Gruppe wurden in einer vielbeachteten Sonderveranstaltung des 46. Deutschen Juristentags 1966 vorgestellt, an der sich Konrad Redeker mit einem Kurzreferat zum Thema „Individualschuld und Mitverantwortung von Staat und Gesellschaft“ beteiligte. Auch hier setzte er sich ausführlich mit dem Verhalten der Juristen im Dritten Reich und dem Führerbefehl auseinander und betonte erneut, dass die von den Nationalsozialisten begangenen Verbrechen nicht der damaligen Rechtsordnung entsprachen, da Mord auch unter der NS-Herrschaft als Unrecht zu bewerten war. Zur Besonderheit der Verbrechen der Nationalsozialisten gegenüber anderen Gewaltregimen der Vergangenheit führte Redeker aus:

„Der Mörder im landläufigen Sinn handelt mit seiner Tat nicht nur gegen die Rechtsordnung, sondern gleichzeitig auch gegen die von ihr getragene staatliche Ordnung und die in dieser verkörperten gesellschaftlichen Vorstellungen, er stellt sich deshalb nicht nur außerhalb des Rechts, sondern auch von Staat und Gesellschaft. Der nicht exzessive Täter von NS-Verbrechen konnte dagegen glauben, in seiner Tat mit Staat und Gesellschaft oder mindestens mit dem Staat konform zu sein; vielleicht muss man für bestimmte Bereiche sogar sagen, er ging mit Staat und Gesellschaft tatsächlich konform.“

Redeker setzte sich zudem für die Erforschung des Schicksals jüdischer Juristen in der Zeit des Dritten Reichs ein.

### Rechtspolitisches und berufspolitisches Engagement
Konrad Redeker prägte mit großem Engagement die Entwicklung des anwaltlichen Berufsstands in der Bundesrepublik Deutschland. Nach seiner Ansicht gehört es zu den Aufgaben der Anwaltschaft, auf Rechtsmissstände hinzuweisen und auf die Rechtspolitik Einfluss zu nehmen. Dieser Aufgabe widmete er sich etwa im Rahmen seiner langjährigen Tätigkeit in unterschiedlichen Funktionen im Deutschen Anwaltverein und beim Deutschen Juristentag.
Redeker war von 1971 bis 1981 Mitglied des Vorstands des Deutschen Anwaltvereins (DAV) und von 1974 bis 1981 dessen stellvertretender Vorsitzender. In der Zeit von 1956 bis 1982 war er Mitglied im Verwaltungsrechtsausschuss des Deutschen Anwaltvereins, ab 1970 als Vorsitzender. Um die Diskussion und Verständigung zwischen Anwaltschaft, Richterschaft, Verwaltung und Wissenschaft zu fördern, gründete Redeker die Arbeitsgemeinschaft Verwaltungsrecht des Deutschen Anwaltvereins in NRW.
Von September 1964 bis September 1976 war er Mitglied der Ständigen Deputation des Deutschen Juristentages und von September 1966 bis September 1970 ihr Vorsitzender.  Redeker war in dieser Eigenschaft Präsident des 47. Deutschen Juristentages 1968 in Nürnberg und des 48. Deutschen Juristentages 1970 in Mainz.  Die von ihm geleiteten Juristentage zeichneten sich durch die Auswahl rechtspolitisch hochrelevanter Themen aus, so dass sich die öffentliche Wahrnehmung des Deutschen Juristentages sowie seine Mitgliederzahl während Redekers Amtszeit deutlich erhöhten. 1986 wurde Redeker zum Ehrenmitglied des Deutschen Juristentages gewählt.
Konrad Redeker gehörte zu den Gründungsmitgliedern des Bonner Juristischen Forums, das 1970 als Bonner Rechtspolitische Vereinigung entstand. Von 1971 bis 1976 war er Mitglied des beim Bundesminister der Justiz eingerichteten Koordinierungsausschusses zur Vereinheitlichung der Verwaltungsgerichtsordnung, der Finanzgerichtsordnung und des Sozialgerichtsgesetzes.
Er trat vehement für die Spezialisierung der Anwaltschaft ein. Die Wiedereinführung des Fachanwalts für Verwaltungsrecht im Jahr 1986 ist auch seinem Einfluss zu verdanken.
Seit 2015 wird der Konrad-Redeker-Stiftungs-Preis der Fachbereiche Rechtswissenschaft der Humboldt-Universität zu Berlin und der Rheinischen Friedrich-Wilhelms-Universität Bonn in Koorperation mit der Konrad-Redeker-Stiftung verliehen. Ausgezeichnet wird die beste wissenschaftliche Arbeit auf den Gebieten des Verwaltungsrechts, Verfassungsrechts, Anwaltsrechts oder der Rechtspolitik.

### Ehrungen
1985 wurde Konrad Redeker die Hans-Dahs-Plakette des Deutschen Anwaltsvereins verliehen.

## Schriften (Auswahl)
- Das Problem der dritten Rechtsquelle – die Entstehung von Recht ohne Setzung oder Gewohnheit. Hamburg 1951.
- Bewältigung der Vergangenheit als Aufgabe der Justiz. In: NJW 1964, S. 1097–1100.
- Individualschuld und Mitverantwortungen von Staat und Gesellschaft. In: Verhandlungen des 46. Deutschen Juristentages, Bd. 2, München 1967, S. 45–52.
- Bürger und Anwalt im Spannungsfeld von Sozialstaat und Rechtsstaat. In: NJW 1973, S. 1153–1162.
- Deutsche Juristen jüdischer Herkunft (zugl. Rezension: Helmut Heinrichs, Harald Franzki, Klaus Schmalz, Michael Stolleis, Deutsche Juristen jüdischer Herkunft. München, 1993). In: NJW 1994, S. 1–4.
- Rechtsanwaltschaft zwischen 1945 und 1995 – ein Berufsstand im Wandel. In: NJW 1995, S. 1241–1246.
- mit Hans-Joachim von Oertzen. Verwaltungsgerichtsordnung. 1 Auflage, Aschendorff, Münster 1960 (Mitherausgeberschaft bis zur 12. Auflage: Mit Hans-Joachim von Oertzen und Martin Redeker, Verwaltungsgerichtsordnung. 12. Auflage, Kohlhammer, Stuttgart 1997).
- Erinnerung und Gedanken – Schicksale deutscher Juristen jüdischer Herkunft nach 1933. Betrachtung zu einer Reihe von Büchern. In: NJW 2005, S. 564.
- mit Horst Sendler. Recht – Gerechtigkeit – Rechtsstaat. Beiträge zwischen 1964 und 2005. Heymanns, Köln 2006
- mit Winfried Hassemer und Jutta Limbach. Rechtspolitik im Gespräch: eine Bilanz aus fünf Legislaturperioden. Beck, München 2011.
- mit Michael Uechtritz. Anwaltshandbuch für das Verwaltungsverfahren. 2. Aufl., O. Schmidt, Köln 2012.